# Segundo oficial de máquinas

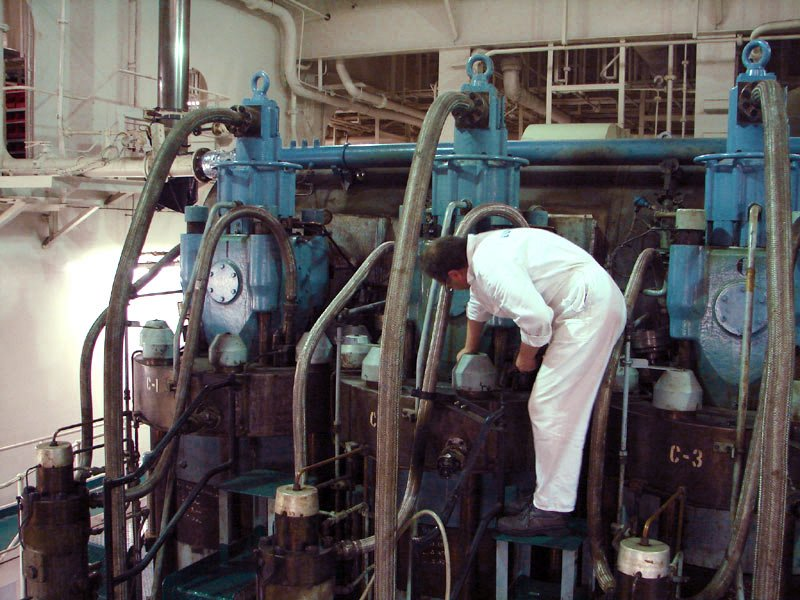
Manutenção do motor do navio-tanque Algarve.

O segundo oficial de máquinas, segundo de máquinas ou subchefe de máquinas é o profissional da secção de máquinas/seção de máquinas da marinha mercante, cujo cargo vem a seguir ao de chefe de máquinas e que assume responsabilidade pelas instalações mecânicas e elétricas de uma embarcação em caso de impedimento daquele.
Em Portugal, a função é designada "segundo oficial de máquinas" ou "segundo de máquinas" conforme é exercida, respetivamente, por um oficial de máquinas ou por um maquinista prático. No Brasil, a função é designada "subchefe de máquinas". Em outros países pode assumir designações tais como "primeiro engenheiro (Alemão: Erst Ingenieur), "segundo engenheiro" (Inglês: second engineer), "primeiro maquinista" (Sueco: första makinist) ou "segundo mecânico" (Francês: second mécanicien).

## Funções
O segundo oficial de máquinas, segundo de máquinas ou subchefe de máquinas coadjuva o chefe de máquinas de uma embarcação, normalmente assumindo a supervisão das operações rotineiras de condução e de manutenção da secção de máquinas. Além disso, ao segundo oficial de máquinas compete a chefia de um quarto de máquinas e pode estar-lhe atribuída a responsabilidade específica sobre um determinado equipamento que não esteja atribuído a outro oficial de máquinas ou maquinista prático.

## Certificação
Os oficiais e outro pessoal de máquinas podem desempenhar a função de segundo oficial de máquinas, segundo de máquinas ou subchefe de máquinas de acordo com a potência dos sistemas propulsores da embarcação.
Por exemplo, em Portugal, de acordo com a potência dos sistemas propulsores de uma embarcação, podem desempenhar a função de segundo oficial de máquinas ou segundo de máquinas, os profissionais com as seguintes categorias mínimas:
1. Potência superior a 3000 kW: Maquinista de 1ª classe (segundo oficial de máquinas);
2. Potência superior a 750 kW: Maquinista de 2ª classe (segundo oficial de máquinas);
3. Potência superior a 500 kW: Maquinista prático de 2ª classe (segundo de máquinas);
4. Potência inferior a 500 kW: Maquinista prático de 3ª classe (segundo de máquinas).